# غوران سوجارد يوهانسن
غوران سوجارد يوهانسن (بالنرويجية: Gøran Søgard Johannessen‏) مواليد 26 أبريل 1994 في ستافانغر، هو لاعب كرة يد نرويجي يلعب كظهير أيسر. يلعب حاليا مع نادي جوج لكرة اليد ويحمل الرقم 23. مثل منتخب النرويج لكرة اليد.

## روابط خارجية
- غوران سوجارد يوهانسن على موقع الاتحاد الأوروبي لكرة اليد (الإنجليزية)
- غوران سوجارد يوهانسن على موقع الاتحاد النرويجي لكرة اليد (النرويجية)
- غوران سوجارد يوهانسن على موقع الدوري الألماني لكرة اليد (الألمانية)